# Schloss Grünbach

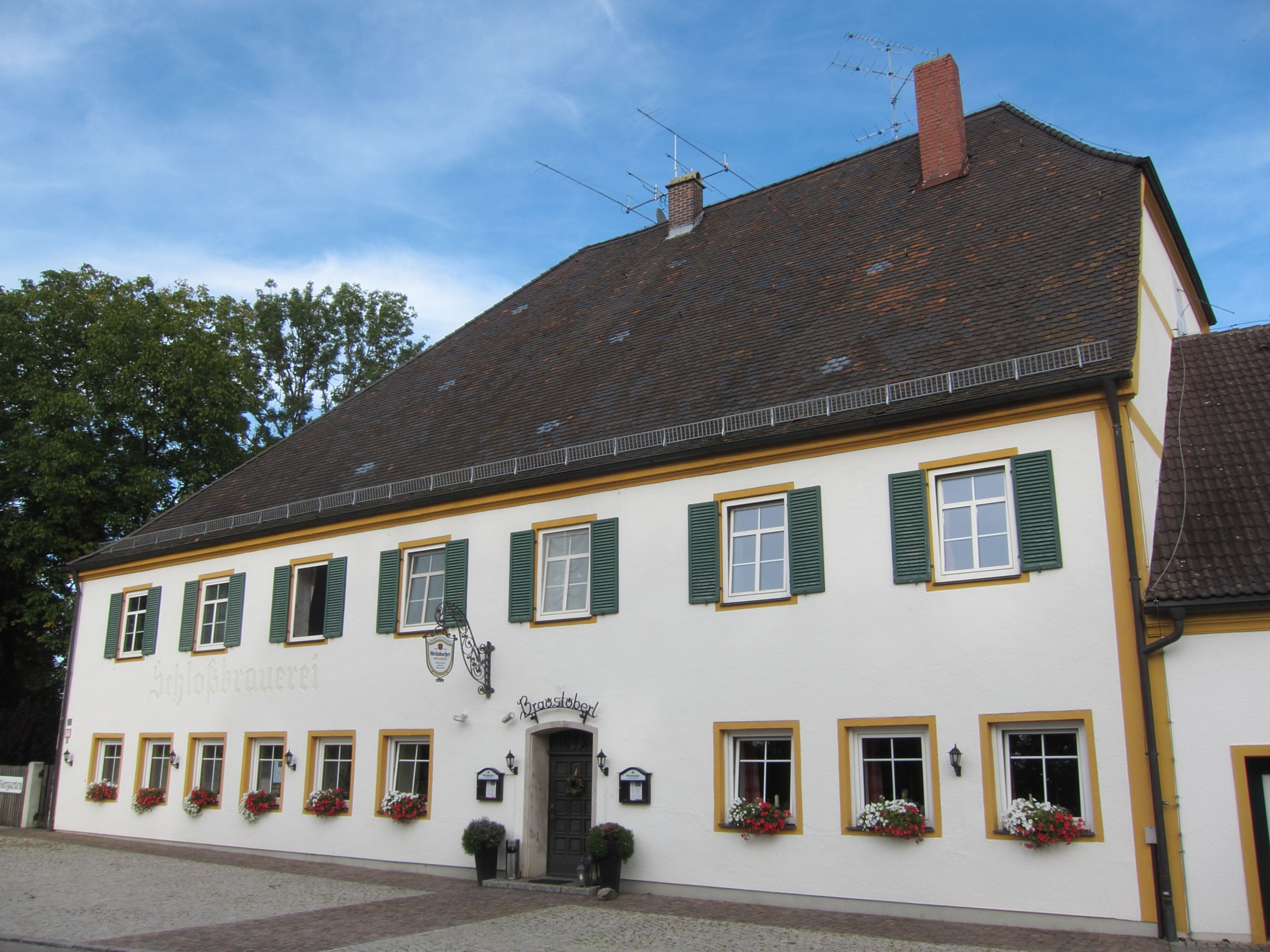
Schloss Grünbach von Westen

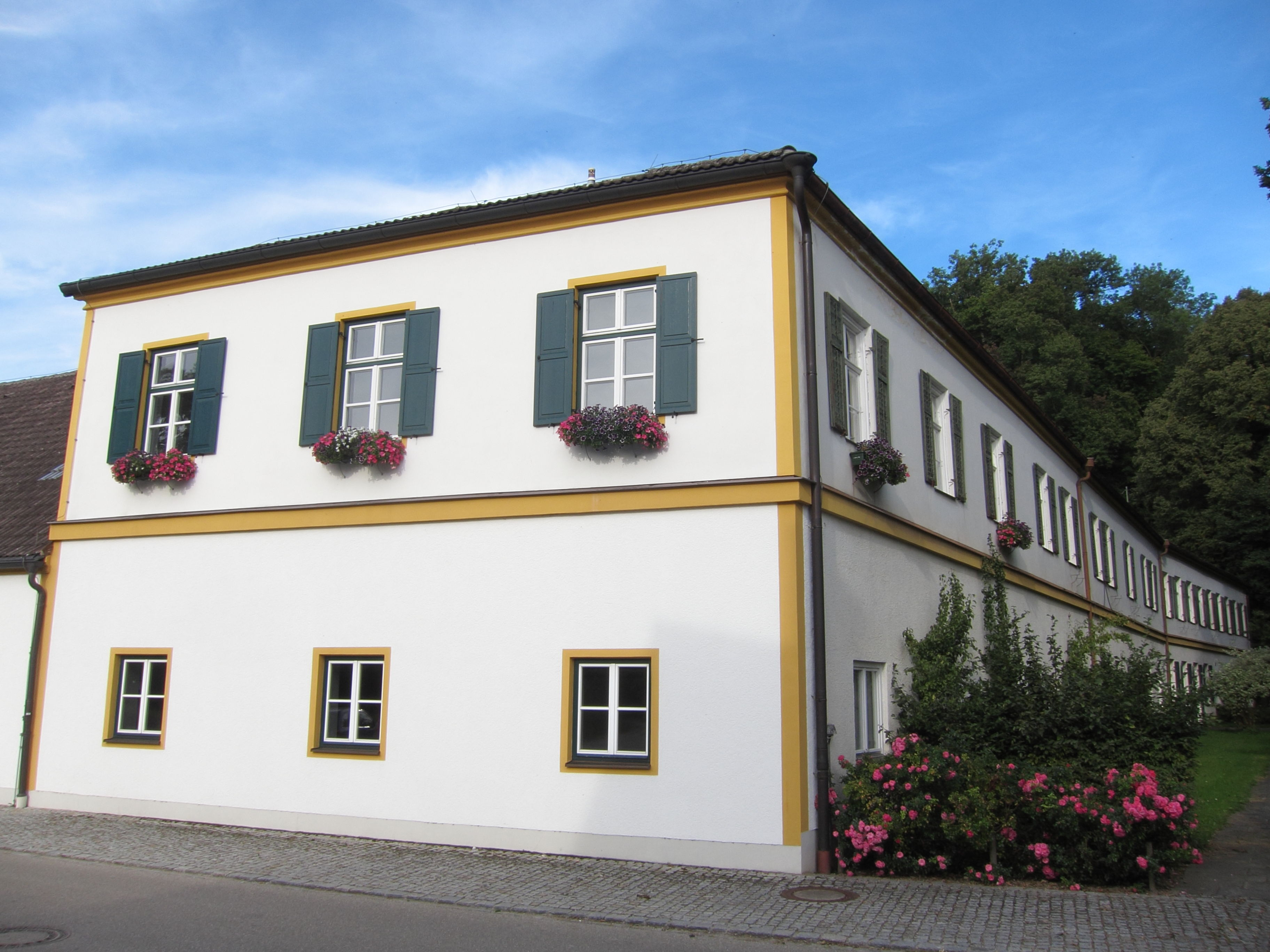
Schloss Grünbach von Südwesten

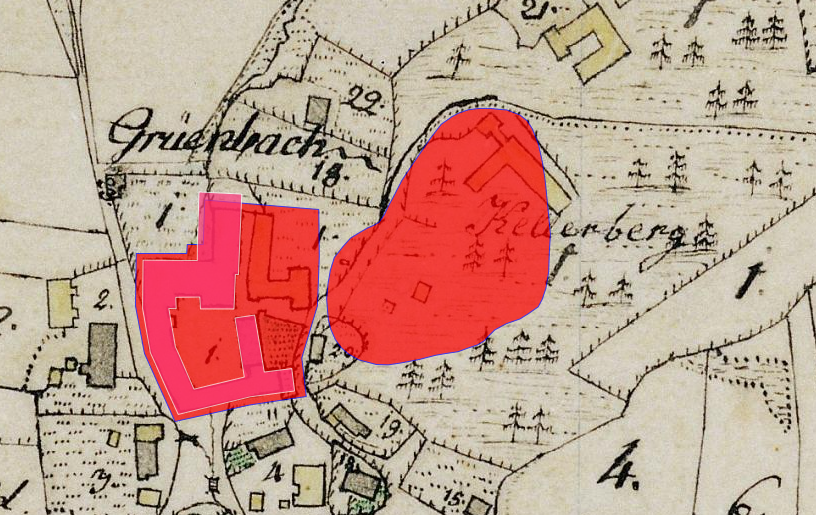
Lageplan von Burg und Schloss Grünbach auf dem Urkataster von Bayern

Das Schloss Grünbach, auch Neues Schloss genannt, ist ein Schloss, ehemaliges Hofmarksschloss, im heutigen Ortsteil Grünbach (Graf-Seinsheim-Straße 21, 23) der Gemeinde Bockhorn im Landkreis Erding in Bayern.

## Geschichte
Das Schloss wurde 1581 von den Herren von Preysing-Moos erbaut und ging aus einem spätmittelalterlichen Sedelhof hervor, dieser diente der Burg Grünbach als Vorburg. Dieser Hof war im 15. Jahrhundert im Besitz der Schreiber von Grünbach. 1571 wurde die Hofmark Grünbach erwähnt. 1718 war das Schloss im Besitz der Grafen von Seinsheim, die es im barocken Stil umbauten. Ab 1787 wirkte hier ein viertel Jahrhundert lang der Fachmann für Brauwesen Benno Scharl.
1847 wurde das Schloss zu einem landwirtschaftlichen Gut umgestaltet. Von 1972 bis 2000 war das Gut Sitz des Bundesinstitutes für Resistenzgenetik.
Heute ist der ein- und zweigeschossige Vierflügelbau mit Walmdach im Stil des Biedermeier in Privatbesitz und wird als Gaststätte genutzt. Das Schloss ist heute als Baudenkmal D-1-77-113-11 „Ehemaliges Hofmarksschloß, ein- und zweigeschossiger Vierflügelbau mit Walmdach im Stil des Biedermeier, 1794 und 1847“ und als Bodendenkmal D-1-7638-0052 „Untertägige frühneuzeitliche Befunde und Funde im Bereich des ehemaligen Hofmarksschlosses von Grünbach und seiner Vorgängerbauten“ vom Bayerischen Landesamt für Denkmalpflege erfasst.
Östlich des Schlosses befindet sich die Burgstelle der abgegangenen Burg Grünbach.